# La Croix-en-Champagne
 La Croix-en-Champagne  es una comuna y población de Francia, en la región de Champaña-Ardenas, departamento de Marne, en el distrito y cantón de Sainte-Menehould.
Su población en el censo de 1999 era de 79 habitantes.
Está integrada en la Communauté de communes de la Région de Suippes.

## Demografía
| 117 | 102 | 83 | 83 | 97 | 79 |
| Para los censos de 1962 a 1999 la población legal corresponde a la población sin duplicidades (Fuente: INSEE [Consultar]) |     |    |    |    |    |